# Mika Lehtinen
Mika Lehtinen (Turku, 23 maggio 1975) è un ex hockeista su ghiaccio finlandese.

## Carriera
Mika Lehtinen iniziò la sua carriera nel 1991 con il team del TPS Turku, squadra della SM-liiga con cui vinse quattro titoli nazionali ed una European Hockey League. Dal 2002 al 2004 giocò in Svezia nel Modo Hockey, per poi tornare in Finlandia nel corso della stagione 2004-2005 per gli Espoo Blues e al TPS per due stagioni dal 2005 al 2007.
In Italia esordì nella stagione 2007-08 con 47 presenze con la maglia dei Milano Vipers. L'anno successivo si trasferì all'Hockey Club Asiago, con cui vinse lo scudetto nel corso del campionato 2009-2010. Nel 2010 firmò per l'HC Bolzano.
Nel dicembre del 2011 strinse un accordo con il VEU Feldkirch, squadra militante nella seconda divisione austriaca.

## Palmarès

### Club
- Campionato finlandese: 4

TPS Turku: 1994-1995, 1998-1999, 1999-2000, 2000-2001
- Campionato italiano: 1

Asiago: 2009-2010
- European Hockey League: 1

TPS Turku: 1996-1997